# Carlos Heredia Fontana
Carlos Heredia Fontana (Barcelona, 28 de septiembre de 1998), es un futbolista hispano-dominicano que juega como centrocampista en el Cibao FC de la Liga Dominicana de Fútbol. Es internacional con la selección de fútbol de la República Dominicana.

## Trayectoria
Nacido en Barcelona, se crio entre España y Estados Unidos. Pasó por la cantera del FC Barcelona en la que jugó desde 2007 a 2009, y tras pasar por el CE Europa en el que estuvo desde 2010 a 2016, en verano de 2016 se fue en Inglaterra para estudiar en la Universidad de Coventry donde creció como futbolista en el Milton Keynes Dons Football Club sub-23 durante una temporada. 
En 2017 firma por el Wolverhampton Wanderers sub-23 en el que jugaría durante dos temporadas, con el que ganó una Premier League 2.
En 2019 firma por el Miedź Legnica de la I Liga de Polonia, la segunda división polaca, en el que jugaría durante dos temporadas.
El 19 de febrero de 2021, firma por los Delfines del Este FC, de la Liga Dominicana de Fútbol.
El 1 de julio de 2021, firma por el Cibao FC de la Liga Dominicana de Fútbol, con el que lograría el título de la competición en noviembre de 2021.

## Selección nacional
Es internacional absoluto con la selección de fútbol de la República Dominicana desde 2018.

## Clubes
| Club                           | País                 | Año             |
| ------------------------------ | -------------------- | --------------- |
| Wolverhampton Wanderers Sub-23 | Inglaterra           | 2017-2019       |
| Miedź Legnica                  | Polonia              | 2019-2021       |
| Delfines del Este FC           | República Dominicana | 2021            |
| Cibao FC                       | República Dominicana | 2021-actualidad |

## Palmarés

### Títulos nacionales
| Título                    | Club        | Año  |
| ------------------------- | ----------- | ---- |
| Liga Dominicana de Fútbol | Cibao F. C. | 2021 |
| Liga Dominicana de Fútbol | Cibao F. C. | 2022 |
| Liga Dominicana de Fútbol | Cibao F. C. | 2023 |
| Liga Dominicana de Fútbol | Cibao F. C. | 2024 |